# Міжнародний союз студентів
Міжнародний союз студентів (МСС, англ. International Union of Students — IUS) — міжнародна неурядова організація, яка об'єднує національні студентські організації різних країн.
IUS є головною організацією для 155 студентських організацій в 112 країнах і територіях та представляє близько 25 мільйонів студентів. IUS визнала Організація Об'єднаних Націй, яка надала їй консультативний статус в ЮНЕСКО.

## Історія
Міжнародний союз студентів був заснований у Празі 27 серпня 1946 року. Студентські організації з 62 країн брали участь в його створенні, представляючи собою більш інклюзивного наступника недовговічної Міжнародної ради студентів 1941 — 1944 років (також відомого як Міжнародна студентська рада), яка була створена з ініціативи Британської національної спілки студентів з метою підтримувати відкриті лінії зв'язку зі студентськими організаціями в союзних країнах під час Другої світової війни.
У відповідь на все більш партійний комуністичний курс IUS і широкі повноваження його секретаріату і виконавчого комітету щодо ініціювання нових політичних програм від імені членів, кілька некомуністичних членів вийшли з союзу в наступні роки. Після чого IUS також назвав себе Незалежною федерацією лівих і альтернативних студентських спілок.
21 національна студентська організація, які відколилися, зібралися в Стокгольмі в 1950 році, щоб сформувати Міжнародну студентську конференцію (ISC) як безпартійну організацію, що конкурує з прокоммуністичними IUS. Серед них виділялася Національна студентська асоціація США (USNSA або NSA), хоча «англосакси, скандинави і голландці мали найбільший вплив [в ISC]». IUS став комуністично контрольованим до такої міри, що його часто називають організацією комуністичного фронту Радянського Союзу.
Діяльність IUS у цей період включала студентські ігри, які проводила Спортивна рада IUS. Перші такі ігри були проведені в Парижі в 1946 році і згодом були включені у Всесвітній фестиваль молоді (також відомий як Всесвітній фестиваль молоді і студентів), який IUS спонсорував спільно з Всесвітньою федерацією демократичної молоді (WFDY), орієнтованою на комуністів. Такі фестивалі збирали близько 30 000 молодих людей і студентів для участі в соціальних, культурних та спортивних заходах.
Починаючи з 1956 року, IUS і ISC змагалися за залучення студентських спілок, які ще не приєдналися в сенсі «холодної війни». Основна увага приділялася Латинській Америці, Азії та Африці, і набір членів профспілок звідти привів до більш широкої політичної бази для IUS. Заходи в цей період включали, серед іншого, регіональні студентські семінари, дарування копіювальних апаратів і камер на допомогу філіям, створення студентських центрів здоров'я в Індії, міжнародні студентські конференції, а також публікації німецькою, російською та чеською мовами журналу «Всесвітні студентські новини» IUS, журналу «Демократична освіта» IUS і тематичних брошур, які стосуються освіти. IUS продовжив спонсорувати Всесвітні молодіжні фестивалі разом з Всесвітньою федерацією демократичної молоді (WFDY).
Однак нездатність IUS завоювати лідерство в лівому студентському русі в Європі, незважаючи на численні дії, змусила Радянський Союз переглянути свою діяльність. Основним викликом для IUS у цей період виявилася його зайнятість ідеологічним розпорядком дня, а не орієнтація на фактичні проблеми та справи студентів. В результаті такої позиції організація відокремилася від своєї студентської бази, і її обійшли масові рухи, наприклад планування міжнародних антивоєнних демонстрацій у зв'язку з війною у В'єтнамі. Головними досягненнями IUS у цей період було, по-перше, сприяння створенню національних студентських спілок у країнах, що розвиваються, а по-друге, надання допомоги студентам в обміні інформацією та ідеями.
В 1969 році відбувся розпуск конкуруючої з IUS організації — Міжнародної студентської конференції (ISC). Закриття ISC було прискорене відкриттям в 1967 році інформації, щодо того, що ЦРУ побічно фінансувало ISC і наймало представників студентів з Національної студентської асоціації США (USNSA) для активної протидії комунізму в IUS. Це підірвало як фінансову, так і студентську політичну підтримку ISC, в результаті чого IUS знову став єдиною всесвітньою студентською організацією.
Найбільш значною подією для IUS були потрясіння, з якими організація зіткнулася після падіння комунізму в 1989-1991 роках, під час якого IUS втратив більшу частину свого фінансування. Крім того, в серпні 1991 року міністр внутрішніх справ Чехословаччини ухвалив рішення вигнати IUS і інші організації комуністичного фронту з Чехословаччини. Причинами вислання були тісні зв’язки зі старим комуністичним режимом та зловживання податковими пільгами, наданими за часів старого комуністичного режиму.
Незважаючи на труднощі, спричинені мінливою динамікою влади 1990-х, організація обрала нове керівництво на своєму Конгресі на Кіпрі в 1992 році та ініціювала структурні зміни своєї Конституції, щоб оновити себе і вийти за межі свого комуністичного минулого. Нове керівництво та його наступники продовжували виступати в пресі, наприклад, стосовно святкування Міжнародного дня студентів у Дубліні в 1994 році та Всесвітньої конференції ЮНЕСКО з вищої освіти у 1998 році.
У серпні 2003 року Міжнародний союз студентів ознаменував своє повернення, закликавши до всесвітнього дня протесту проти включення вищої освіти в Генеральну угоду СОТ про торгівлю послугами.

## Діяльність
В даний час IUS займається наступним:
- Видача студентських заяв
- Циркулярні інформаційні листи і заклики до дії до членів
- Святкування Міжнародного дня студента 17 листопада
- Організація студентських конференцій